# Ilma Grace Stone
Ilma Grace Balfe de Stone (1913 – 2001), fue una botánica australiana, especializada en briología. Fue escritora, recolectora, y estudiosa de las briófitas australianas , un tema sobre el que impartía clases y escribía.
Stone obtuvo su maestría en la Universidad de Melbourne en 1933, pero no comenzó su obra en briófitas hasta alrededor de 20 años después. En 1953, publicó una descripción de nuevas especies, como Fissidens gymnocarpus, y siguió contribuyendo a la taxonomía de los musgos. Fue conocida por la observación aguda y la atención a los pequeños y a menudo pasado por alto detalles en las especies de musgos, y por su contribución a su taxonomía. Se acredita con el aumento del conocimiento de manera significativa de los musgos en Australia, especialmente los de Queensland.

## Algunas publicaciones
- george anderson Macdonald Scott, ilma grace Stone. 1976. The Mosses of Southern Australia , ilustración botánica: Celia Rosser.
- Más de 70 artículos de investigación

- La abreviatura «I.G.Stone» se emplea para indicar a Ilma Grace Stone como autoridad en la descripción y clasificación científica de los vegetales.[2]